# كازومي تاكادا
كازومي تاكادا (باليابانية: 高田 一美) (مواليد 28 يونيو 1951)، هو لاعب كرة قدم ياباني سابق كان يلعب كمهاجم. سبق له أن لعب مع منتخب اليابان.

## وصلات خارجية
- كازومي تاكادا على موقع قاعدة بيانات كرة القدم.إي يو (الإنجليزية)
- كازومي تاكادا على موقع ناشيونال فوتبول تيمز (الإنجليزية)

- National Football Teams
- Japan National Football Team Database